# Reinald Skiba
Reinald Skiba (* 21. Mai 1932 in Oppeln; † 14. Mai 2013 in Wuppertal) war deutscher Bergbau- und Sicherheits-Ingenieur und Biologe mit dem Spezialgebiet Echoortung von Fledermäusen.

## Leben und Wirken
Skiba stammte aus dem oberschlesischen Oppeln. In Osnabrück besuchte er von 1942 bis 1951 das humanistische Gymnasium, anschließend begann er als Bergmann zu arbeiten. 1952 nahm er ein Bergbau-Studium in Clausthal auf und promovierte 1959. Neun Jahre war er in der Bergaufsicht und der Unfallforschung tätig, gleichzeitig absolvierte er ein Fernstudium in Wirtschaftsrecht. 1972 habilitierte er sich und legte in seiner Habilitationsschrift die Basis für seine weitere berufliche Laufbahn in der Sicherheitstechnik. Er veröffentlichte das „Taschenbuch Betriebliche Sicherheitstechnik“ und das „Taschenbuch Arbeitssicherheit“ sowie eine Vielzahl von Aufsätzen aus seinem Arbeitsfeld. Er lehrte gleichzeitig an den drei Universitäten Clausthal, Dortmund und Wuppertal.
1976 wurde Skiba als Ordentlicher Universitätsprofessor für Arbeitssicherheit an der Bergischen Universität Wuppertal im Fachbereich D: Architektur, Bauingenieurwesen, Maschinenbau und Sicherheitstechnik ernannt. Zeitweise war er als Dekan im Fachbereich Sicherheitstechnik tätig. 1997 trat er in den Ruhestand ein.
Neben seiner beruflichen Tätigkeit beschäftigte sich Skiba mit naturkundlichen Aufzeichnungen. Schon 1953 veröffentlichte er den Titel „Ornithologische Beobachtungen auf dem Memmert“, bis 1986 folgten darauf über hundert vogelkundliche Aufsätze. Mit den Fledermäusen beschäftigte er sich 1966 zum ersten Mal. Später in den 1980ern verlagerte er den Schwerpunkt seiner Veröffentlichungen von den Vögeln auf die Fledermäuse, seit 1986 sind 79 fledermauskundliche Artikel von ihm verfasst worden. Seine berufliche Erfahrung in akustischen Fragestellungen machte ihn zu einem Experten in der Fledermausforschung. Mittels Ultraschalldetektoren erforschte er die Ortungs- und Sozialrufe der 35 europäischen Fledermausarten und stellte diese grafisch u. a. in Oszillogrammen und Spektrogrammen dar. Sein Werk aus dem Jahr 2003 „Europäische Fledermäuse, Kennzeichen, Echoortung und Detektoranwendungen“ wird in diesem Bereich als ein Standardwerk erwähnt.
Skiba war zweimal verwitwet und lebte bis zu seinem unerwarteten Tod im Mai 2013 mit Gudrun Kolbe zusammen.

## Werke
Skiba hat zahlreiche Werke zu Arbeitssicherheit und naturkundliche Werke publiziert, die Zahl von über 400 Titel werden im Nachruf benannt.
- Europäische Fledermäuse: Kennzeichen, Echoortung und Detektoranwendung, Westarp-Wiss., 2003, ISBN 3-89432-907-6